# Cerro Rico
El  Cerro Rico, conegut també com a Cerro de Potosí, i en quítxua com a Sumac Orcko  o Cerro bonito és una muntanya dels Andes situada al departament de Potosí, avui Bolívia. És famosa perquè en època de la colònia tenia les vetes de plata més importants del món. Té una altitud aproximada d'uns 4800 msnm.
Actualment (2013), es pot visitar l'interior de la seva mina més gran, la mina Pailaviri, propietat de l'Estat. Està dividida en 17 nivells als quals es pot accedir mitjançant un elevador que baixa els visitants fins a 240 m de profunditat, nivell accessible al públic.
La temperatura a l'interior de la mina pot variar uns 45 °C entre l'exterior i els nivells més baixos. Al nivell d'ingrés, a uns 70 m d'altitud, ens trobem amb el "Tio", una representació del dimoni o deïtat horrible posseïdora de les mines, a qui es fan ofrenes per treure el metall de les seves entranyes. Pailaviri treballa contínuament des de 1545, és la mina més antiga propera a la ciutat. El Cerro de Potosí està dibuixat a l'escut de la ciutat d'Arica i també a l'escut nacional de Bolívia.

## Història

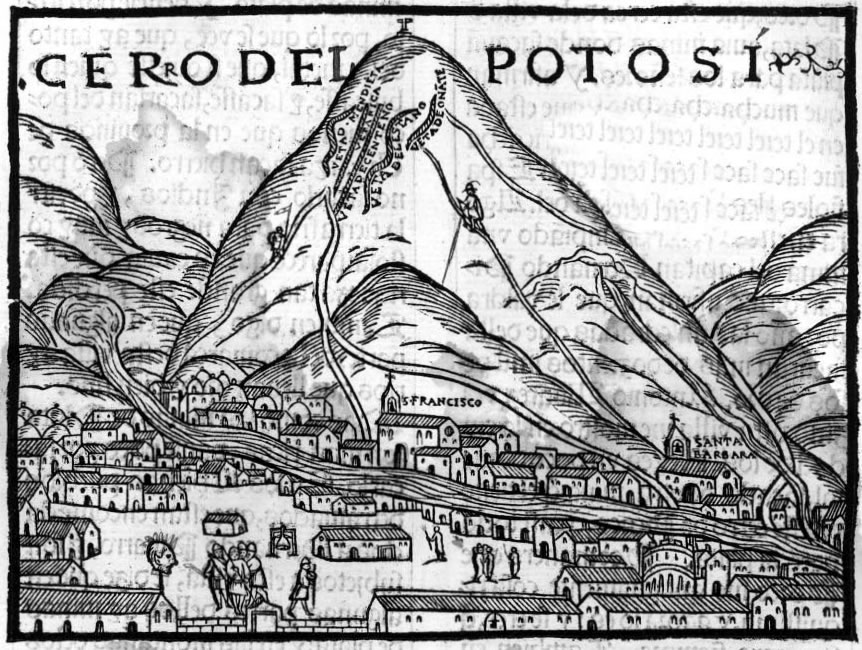
Potosí. La primera imatge a Europa. Pedro Cieza de León, 1553.

Al llarg dels segles, el Cerro Rico de Potosí va gaudir de fama continental i mundial per la seva explotació argentífera. La ciutat propera a l'inici de l'explotació era Cantumarca, una població nativa preincaica amb 2.500 habitants en l'inici de l'exploració minera, establerta a un quart de llegua a l'oest del Sumac Orcko (Cerro Rico). Arzans testimonia que originalment el poble es coneixia com a Ccantumarcani, que ometent les dues últimes lletres es va anomenar després Cantumarca. Abans de la conquesta espanyola, en el contorn del turó hi havia poblacions indígenes: Ccantumarcani va ser una antiga població d'indis gentils; Costa Cansada (més tard Jesús Valle) era una altra població indígena; Karikari i Wiñayrumi (que és la pedrera, on habitaven els indis pastors d'aquell bestiar de la terra que nomenen flames) estaven a poques llegües del turó. Hi ha diverses ruïnes d'aquests antics poblats dispersades per la muntanya.
Cantumarca era el centre de població minera, metal·lúrgica i comercial més gran de la cultura andina i participava del camí ral de l'Inca pel comerç de la barata plata i transport de plata de la muntanya a Cuzco i altres regions del territori inca. El poble també es dedicava però a l'agricultura i a la ramaderia.

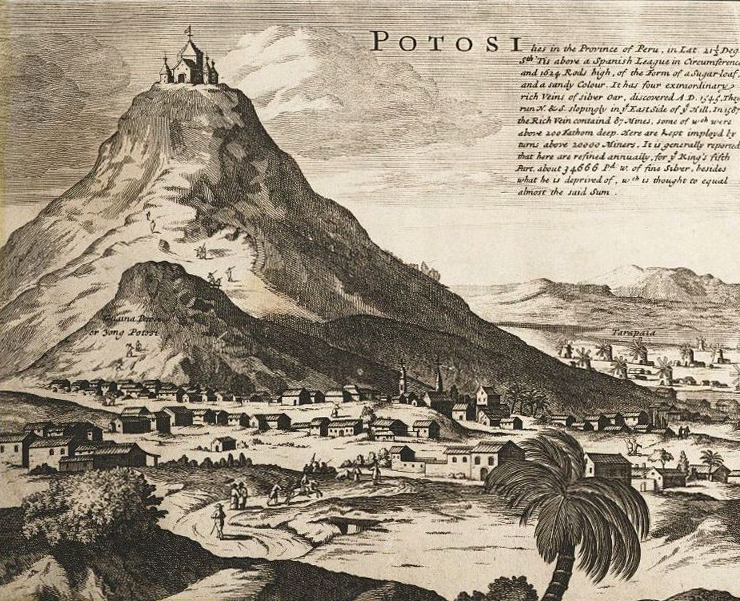
Cerro Rico de Potosí, 1715_Grabado B. Lens

Arzans afirma que entre les ruïnes de Cantumarca es van trobar ossos gegants i una calavera encastada en or fi amb el coll del mateix metall llaurat a manera d'una piràmide, que pesava unes 4 lliures, es creu que és una tradició antiga heretada de pare a fills.

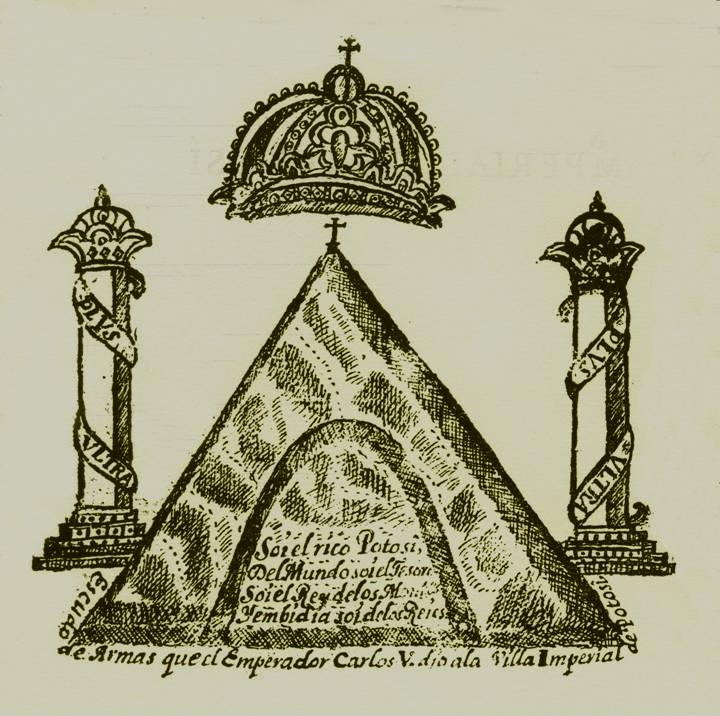
Primer Escut atorgat per Carles V, 1547. Arzans: " Història ...".